# Тамос, король Єгипту
«Тамос, король Єгипту» (або Король Тамос; нім. Thamos, König in Ägypten) — п'єса Тобіаса Філіпа, барона фон Геблера, до якої між 1773 і 1780 роками Вольфганг Амадей Моцарт писав музику, К. 345/336a.

## Історія
Достеменно не відомо, чи виконувалась написана Моцартом музика до цієї вистави за життя композитора. Прем'єра вистави відбулася в Карінтійському театрі (Kärntnertortheater) у Відні, напевно, 4 квітня 1774 р., на цей час було написано лише два хори. Вистави в Зальцбурзі в 1776 році і 1779—1780 імовірно включали оркестрові інтерлюдії і три хори в їхній остаточній формі. Музика була знову використана у 1783 році в різні виставах (дія відбувалась в Індії, а не в Єгипті), що ставив Карл Мартін Плюміке.

## Ролі
Єдина роль, відображена в нотах Моцарта — це первосвященик Сетос (баритон). Є номери написані для чотирьох солістів (сопрано, альт, тенор і бас) і хор жерців і жриць.

## Синопсис
Тамос є спадкоємцем свого батька, Рамзеса, царя Єгипту, але Рамзес узурпував трон у законного короля, Менеса, який зараз знаходиться під виглядом первосвященика Сетоса. Тамос любить жрицю Сеїс, але насправді вона є дочкою Менеса, для неї верховна жриця Мірза планує шлюб з Фероном, підступним генералом. Коли Менес розкриває свою справжню особистість, генерала Ферона вдаряє блискавка а жриця Мірза покінчує самогубством. Менес поступається короною Тамосу, для нього і його коханої Сеїс все закінчується щасливо.

## Музичні номери
| Дія 1 - Хор: «Schon weichet dir, Sonne» (Maestoso) - Інтерлюдія (Maestoso-Allegro) Дія 2 - Інтерлюдія (Andante) Дія 3 - Інтерлюдія (Allegro) | Дія 4 - Інтерлюдія (Allegro Vivace Assai) Дія 5 - Хор і солісти: «Gottheit, über alle mächtig!» (Allegro Moderato) - Хор і соло Сетоса: «Ihr Kinder des Staubes, erzittert» |

## Записи
- Theo Adam, Eberhard Buchner, Karin Eickstaedt, Dietrich Knothe, Gisela Pohl, Hermann-Christian Polster, Staatskapelle Berlin, Rundfunk-Solistenvereiningung Berlin, conductor Bernhard Klee. Philips CD, 422 525.
- Alastair Miles, Angela Kazimierczuk, Paul Tindall, Julian Clarkson, English Baroque Soloists, Monteverdi Choir, conductor: John Eliot Gardiner. Polygram CD, EAN: 0028943755627. Also contains an appendix with Mozart's earlier versions of nos. 1, 6 and 7.
- Diego Fasolis, Coro Della Radio Svizzera, I Barocchisti. RTSI MultiMedia.